# Netechma
Netechma là một chi bướm đêm thuộc phân họ Tortricinae của họ Tortricidae.

## Các loài
- Netechma altobrasiliana Razowski & Becker, 2001
- Netechma atemeles (Razowski, 1997)
- Netechma bicerithium (Razowski, 1997)
- Netechma brunneochra Razowski & Wojtusiak, 2006
- Netechma caesiata (Clarke, 1968)
- Netechma cerusata Razowski, 1999
- Netechma chamaecera Razowski & Becker, 2001
- Netechma chytrostium Razowski & Wojtusiak, 2006
- Netechma consequens Razowski, 1999
- Netechma consimilis Razowski & Becker, 2002
- Netechma cuneifera Razowski & Becker, 2002
- Netechma delicta (Razowski, 1997)
- Netechma dentata (Meyrick, 1917)
- Netechma distincta Razowski & Becker, 2001
- Netechma divisoriae Razowski, 1999
- Netechma egens Razowski, 1999
- Netechma enucleata Razowski, 1999
- Netechma epicremna (Meyrick, 1926)
- Netechma eurychlora (Meyrick, 1926)
- Netechma fausta Razowski & Becker, 2001
- Netechma formosa Razowski & Becker, 2001
- Netechma furcularia (Razowski, 1997)
- Netechma gibberosa Razowski & Becker, 2002
- Netechma gnathocera Razowski & Wojtusiak, 2006
- Netechma graphitaspis Razowski & Becker, 2001
- Netechma illecebrosa Razowski & Becker, 2001
- Netechma indanzana Razowski & Becker, 2001
- Netechma insignata Razowski & Becker, 2001
- Netechma labyrinthica Razowski & Becker, 2001
- Netechma lacera (Razowski, 1997)
- Netechma lojana Razowski & Becker, 2001
- Netechma luteopoecila Razowski & Becker, 2001
- Netechma magna Razowski & Becker, 2001
- Netechma miradora Razowski, 1999
- Netechma moderata Razowski & Becker, 2001
- Netechma modesta (Razowski, 1997)
- Netechma neanica (Razowski & Becker, 1986)
- Netechma nigralba Razowski & Becker, 2001
- Netechma nigricunea Razowski & Wojtusiak, 2006
- Netechma niveonigra Razowski & Becker, 2002
- Netechma notabilis Razowski & Becker, 2001
- Netechma ochrata Razowski & Becker, 2001
- Netechma ochrotona Razowski & Pelz, 2003
- Netechma oppressa (Meyrick, 1926)
- Netechma paralojana Razowski & Wojtusiak, 2006
- Netechma phaedroma Razowski & Becker, 2001
- Netechma phobetrovalva Razowski & Pelz, 2003
- Netechma picta Razowski & Becker, 2001
- Netechma polyspinea Razowski & Becker, 2001
- Netechma praecipua (Meyrick, 1917)
- Netechma projuncta Razowski, 1999
- Netechma pyrrhocolona (Meyrick, 1926)
- Netechma pyrrhodelta (Meyrick, 1931)
- Netechma sclerophracta (Meyrick, 1936)
- Netechma sectionalis (Meyrick, 1932)
- Netechma selecta Razowski & Pelz, 2003
- Netechma setosa (Meyrick, 1917)
- Netechma similis Brown & Adamski, 2002
- Netechma spinea Razowski, 1999
- Netechma sulphurica Razowski, 1999
- Netechma technema (Walsingham, 1914)
- Netechma triangulina Razowski, 1999
- Netechma triangulum Razowski & Wojtusiak, 2006